# Mesochorus sinaloensis
Mesochorus sinaloensis là một loài tò vò trong họ Ichneumonidae.